# Washabo
Washabo is een plaats in de buurt van Apoera in het ressort Kabalebo in het district Sipaliwini in Suriname. Het ligt aan een bocht in de Corantijnrivier op de grens met Guyana. In het dorp wonen inheemse Surinamers van de Arowakken. Het heeft ongeveer 600 inwoners.
In 2010 werd een toezegging gedaan dat de weg geasfalteerd zou worden tussen Washabo, Section en Apoera, met toegang tot de Oost-Westverbinding. Het asfalteringsproject is in 2020 nog niet voltooid vanwege tekortkomende financiering.
In Apoera bevindt zich een kliniek. Het beheer was in handen van de Medische Zending die het op 1 november 2017 overdroeg aan het Mungra Medisch Centrum uit Nieuw-Nickerie. Washabo heeft verder een school en de Washabo Airstrip.
Rond 2011 en 2012 speelden perikelen rond de voorgenomen samenvoeging van het bestuur van de dorpen Apoera, Section en Washabo door de regering Bouterse II. Het geschil werd toen beslecht met een referendum, waarin de dorpelingen tegen samenvoeging stemden.
Tijdens de coronacrisis in het land van 2020 werden Section, Apoera en Washabo van de buitenwereld afgesloten, nadat er een Covid-19-haard was uitgebroken. De besmettingen waren te herleiden naar één persoon.
Apoera · Bakhuis · Kamp 52 · Matapi · Sandlanding · Section · Wanapan · Washabo